# Guéret
Guéret je francouzské město nacházející se v regionu Nová Akvitánie, ve střední Francii. Leží přibližně 72 km severovýchodně od města Limoges na silničních křižovatkách D942, D940 a N145. Vznik místního kostela sv. Petra a Pavla se datuje do 13. století.

## Geografie
Sousední obce: Saint-Fiel, Sainte-Feyre, Saint-Sulpice-le-Guérétois a Saint-Léger-le-Guérétois.

## Vývoj počtu obyvatel
Počet obyvatel

## Osobnosti města
- Antoine Varillas, historik
- François Élie Roudaire, geograf
- Albert Dauzat, lingvista

## Partnerská města
- Stein, Německo